# Bahama-szigeteki gezerigó
A bahama-szigeteki gezerigó (Mimus gundlachii) a madarak osztályának a verébalakúak (Passeriformes) rendjéhez és a gezerigófélék (Mimidae) családjához tartozó faj.

## Rendszerezése
A fajt Jean Cabanis német ornitológus írta le 1855-ben.

## Alfajai
- Mimus gundlachii gundlachii Cabanis, 1855
- Mimus gundlachii hillii W. T. March, 1864[2]

## Előfordulása
A Bahama-szigetek, a Kajmán-szigetek, Kuba, Jamaica és a Turks- és Caicos-szigetek területén honos. Kóborlásai során eljut az Amerikai Egyesült Államok délkeleti részére is.
Természetes élőhelyei a szubtrópusi vagy trópusi cserjések, síkvidéki esőerdők és lombhullató erdők, valamint ültetvények. Állandó, nem vonuló faj.

## Megjelenése
Testhossza 28 centiméter, testtömege 57–85 gramm.

## Életmódja
Mindenevő, gerinctelenekkel, nektárral és sok apró gyümölcsökkel táplálkozik.

## Természetvédelmi helyzete
Az elterjedési területe elég nagy, egyedszáma csökken, de még nem éri a kritikus szintet. A Természetvédelmi Világszövetség Vörös listáján nem fenyegetett fajként szerepel.